# Ференцсалаш
Ференцсалаш (мађ. Ferencszállás) је село у Мађарској, југоисточном делу државе. Село управо припада Маковском срезу Чонградско-чанадске жупаније, са седиштем у Сегедину.

## Природне одлике
Насеље Ференцсалаш налази у југоисточном делу Мађарске, близу државну границе са Румунијом.
Историјски гледано, село припада крајње северном делу Баната, који је остало у оквирима Мађарске. Подручје око насеља је равничарско (Панонска низија), приближне надморске висине око 80 m. Северно од насеља протиче река Мориш.

## Становништво
Према подацима из 2013. године Ференцсалаш је имао 624 становника. Последњих година број становника стагнира.
Претежно становништво у насељу су Мађари (97%) римокатоличке вероисповести. Мањина су Роми.